# Bulevar Malesherbes
El Bulevar Malesherbes es una calle situada entre los distritos VIII y XVII de París, Francia. Empieza en la Place de la Madeleine y termina en el Bulevar Berthier. Al sur del Bulevar de Courcelles está en el distrito VIII y al norte en el XVII.

## Historia

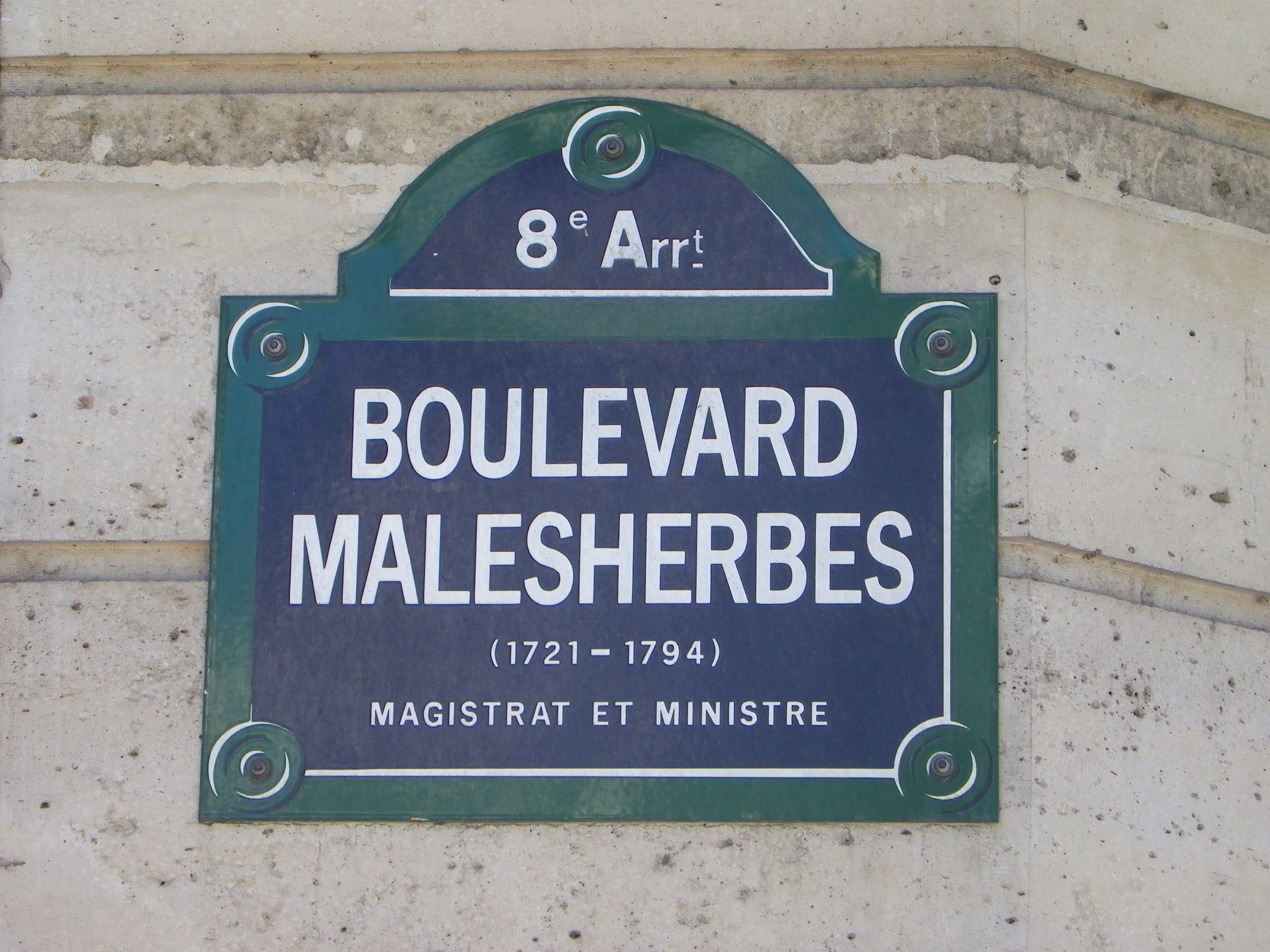
Placa del Bulevar Malesherbes de París.

La creación de una calle que fuera de la Place de la Madeleine a la barrera de Monceau fue ordenada por un decreto imperial del 10 de septiembre de 1808. Durante la Restauración Francesa, se dio a esta arteria, que aún no existía, el nombre del político Chrétien-Guillaume de Lamoignon de Malesherbes, director de la Librairie (censura real) durante el reinado de Luis XV y Luis XVI y abogado de este último durante su proceso. La creación efectiva de este bulevar se inscribió en la política de grandes obras en París realizada por el barón Haussmann durante el Segundo Imperio, entre 1853 y 1870. El Bulevar Malesherbes fue inaugurado por Napoleón III en 1863.

## Edificios de interés

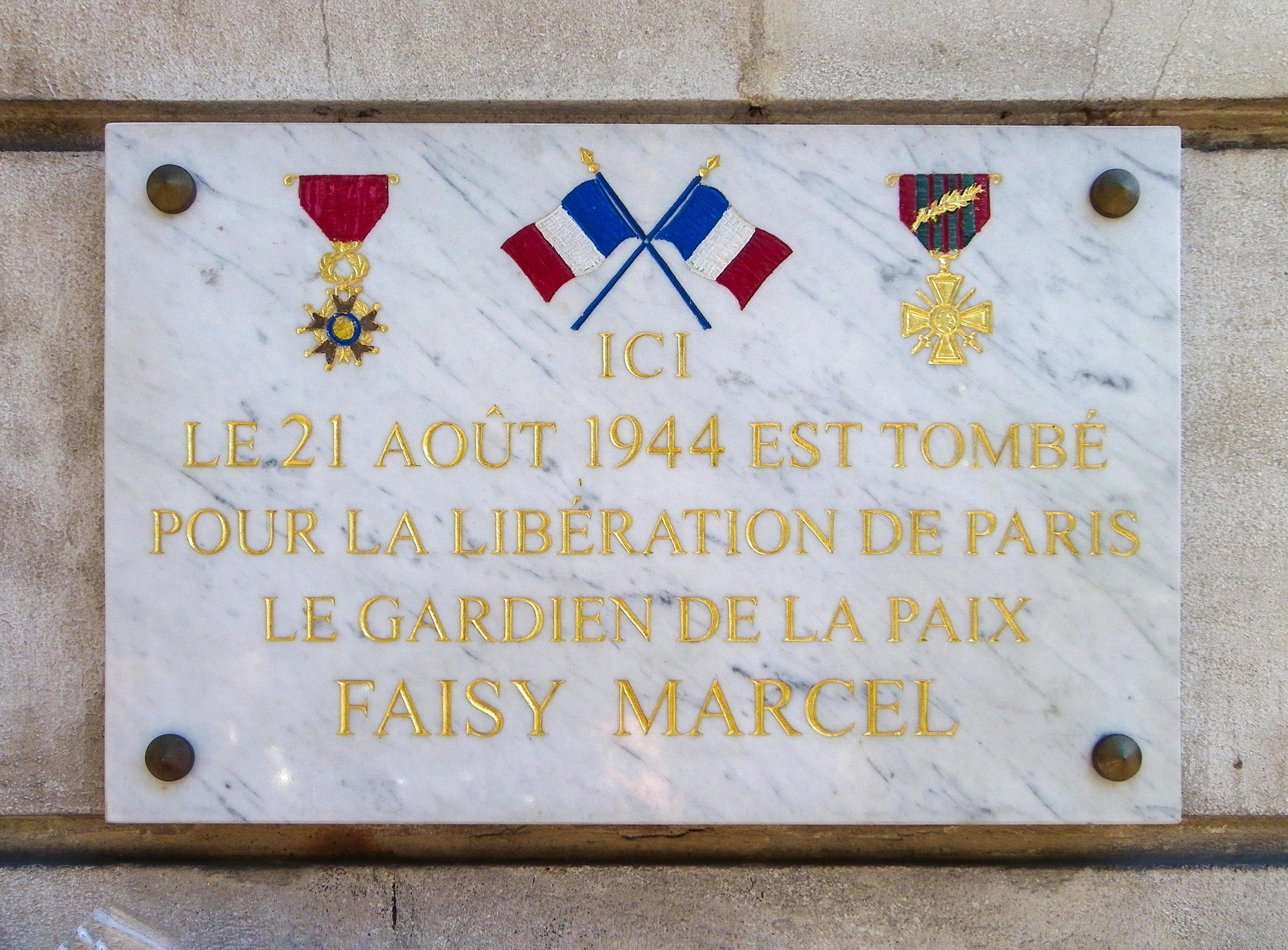
Placa conmemorativa de Faisy Marcel en el 30 del Bulevar Malesherbes (en francés, "Aquí cayó el 21 de agosto de 1944 el guardián de la paz Faisy Marcel por la liberación de París").

- Nº 2: En 1884, el célebre violinista y compositor español Pablo de Sarasate (1844-1908) alquiló un gran apartamento en este edificio y le hizo decorar por su amigo el pintor Whistler.
- Nº 9: Marcel Proust y su familia vivieron aquí del 1 de agosto de 1873 a 1900, en un apartamento de siete habitaciones en el patio trasero cuyas ventanas daban a la Rue de Surène. «A la derecha, el despacho del doctor Proust. A la izquierda del salón, la habitación de Proust, con una ventana hacia el patio donde hay un árbol. Cerca de la cama, una gran mesa llena de libros y papeles, así como el material para la fumigación de los eucalyptus. [...] Frente al salón, al lado del patio, el comedor. Al pie del inmueble, frente a una columna Morris (que existe todavía delante del 8, en la acera opuesta) sobre la cual Marcel veía cada mañana los espectáculos anunciados, se encontraban boutiques de costura, las casas Eppler et Sandt et Laborde, a las que se accedían desde el patio, como la boutique del sastre Jupien de En busca del tiempo perdido, en el patio del Hôtel des Guermantes, donde se trasladaron los padres del narrador. Todavía se pueden ver en la actualidad en este patio de pequeñas boutiques oscuras en la planta baja. Fue en este patio donde Proust ambientará el encuentro de Charlus y de Jupien que no había sido nombrado todavía en Por el camino de Swann, el chalequero de Mme. de Villeparisis que le encontró "el hombre más distinguido, el mejor que había visto nunca"... En frente, en el número 8, se encuentra la panadería Cerisier, que ya no existe.»[1] Fernand Gregh evoca «una casa grande y bonita» : «La impresión que he guardado de ella, la que encuentro cerrando los ojos, es la de un interior bastante oscuro, lleno de muebles pesados, cortinas y tapices, todo negro y rojo, el apartamento tipo de entonces, que no era tan alejado como pensamos.»[2]
- Nº 20: Aquí murió el 30 de enero de 1868, en su apartamento Éléonore Denuelle de La Plaigne, amante de Napoleón Bonaparte, con quien tuvo un hijo, Charles Léon.
- Nº 23: La tienda Betjeman and Barton, que vendía de té en París desde 1919.

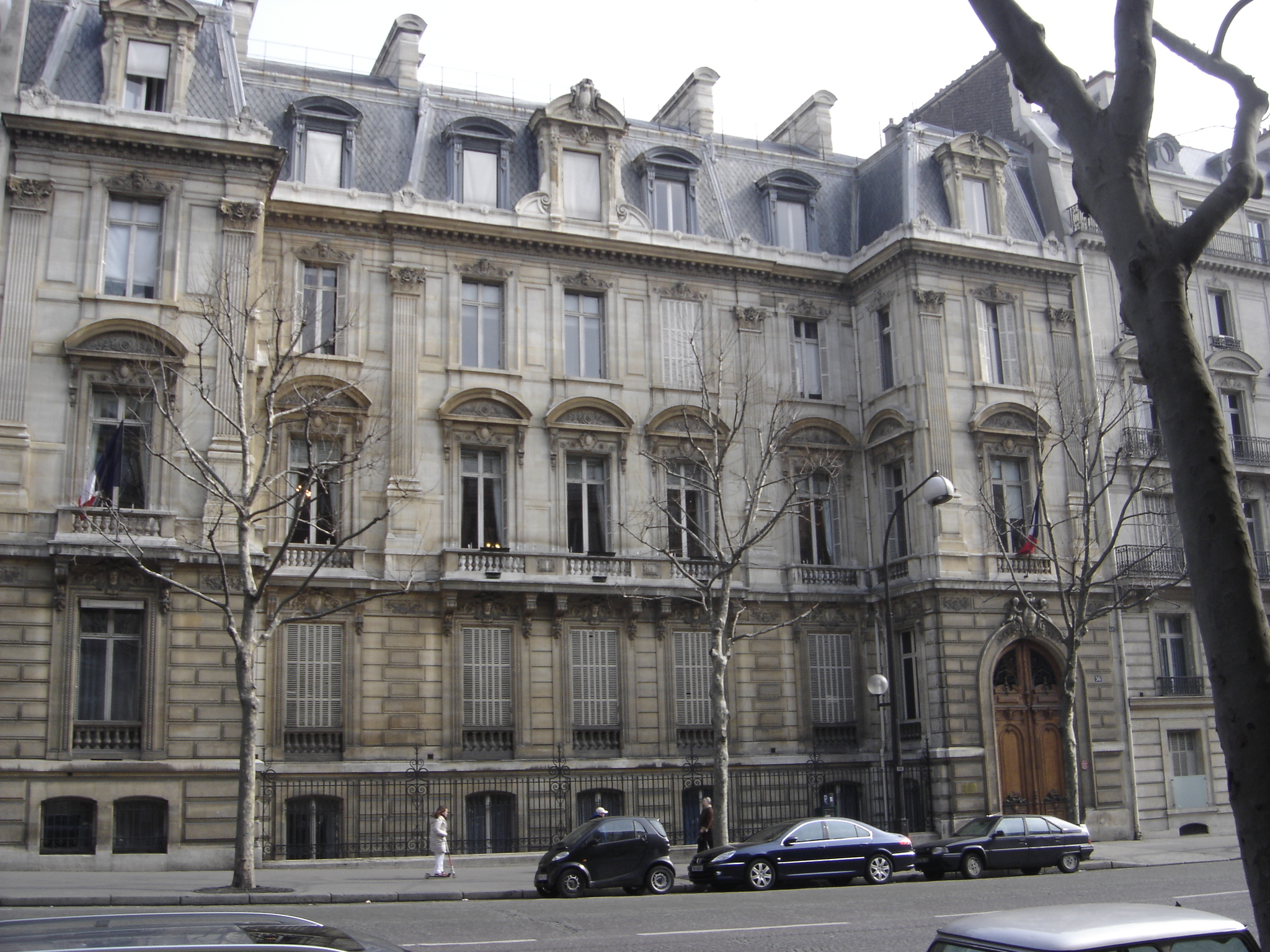
N.º 56: el Hôtel Cail (alcaldía del distrito 8).

- Nº 29: Aquí estaba el domicilio de Balthazar Bance (1804-1862), célebre grabador y editor de arte y de arquitectura y de su esposa, nombre de soltera Louise Charlotte Tullié Joyant (1809-1887), que murió aquí. Su hijo, el pintor Albert Bance (1848-1899) vivió aquí durante su juventud.[3]
- Nº 33: En esta dirección murió James Combier (1842-1917), primer alcalde electo de Saumur (49). Muy anticlericalista, había prohibido las procesiones religiosas.
- Nº 56: Hôtel Cail, palacete de Mme. Hébert en 1910.[4] En la actualidad alberga la alcaldía del Distrito 8 de París.
- Nº 60: Galería de arte Van Ryck (1925-1962) (Jean Van der Vinck).
- Nº 64: Cuartel general de Marine Le Pen para las elecciones presidenciales de Francia de 2012.[5]
- Nº 84: El compositor Jacques Thiérac (1896-1972) habitó en este edificio desde 1936 hasta su muerte en 1972 (placa conmemorativa).
- Nº 98: Edificio construido en 1904 por los arquitectos Le Nevé & D'Hont. El compositor Henri Goublier habitó en este edificio entre 1931 y 1951 (placa conmemorativa).
- Nº 100 y 100 bis: Hôtel particulier construido en 1875 por el arquitecto J. Feurier.
- Nº 102: Un hôtel particulier.
- Nº 104: Edificio de seis plantas con mascarones y friso.
- Nº 106: Hôtel particulier de estilo renacentista, construido en 1909 por el arquitecto A. Fiquet, edificio que da por atrás al número 2 de la Place du Général Catroux. Las esculturas son de Antoine Margotin.
- Nº 108: En la esquina de la Place du Général-Catroux, el Centre Malesherbes albergó los locales de HEC entre 1881 y 1999, y acoge actualmente a los estudiantes de primer ciclo de la facultad de letras y ciencias humanas de la Universidad Sorbona.
- Nº 114 bis: La École Normale de Musique de Paris, un prestigioso conservatorio fundado en 1919 por Alfred Cortot y Auguste Mangeot.
- Nº 145: El Liceo Carnot, antiguamente École Monge, que tuvo como alumno al escritor Maurice Renard (interno entre 1886 y 1892) y a Jacques Chirac, antiguo Presidente de Francia.

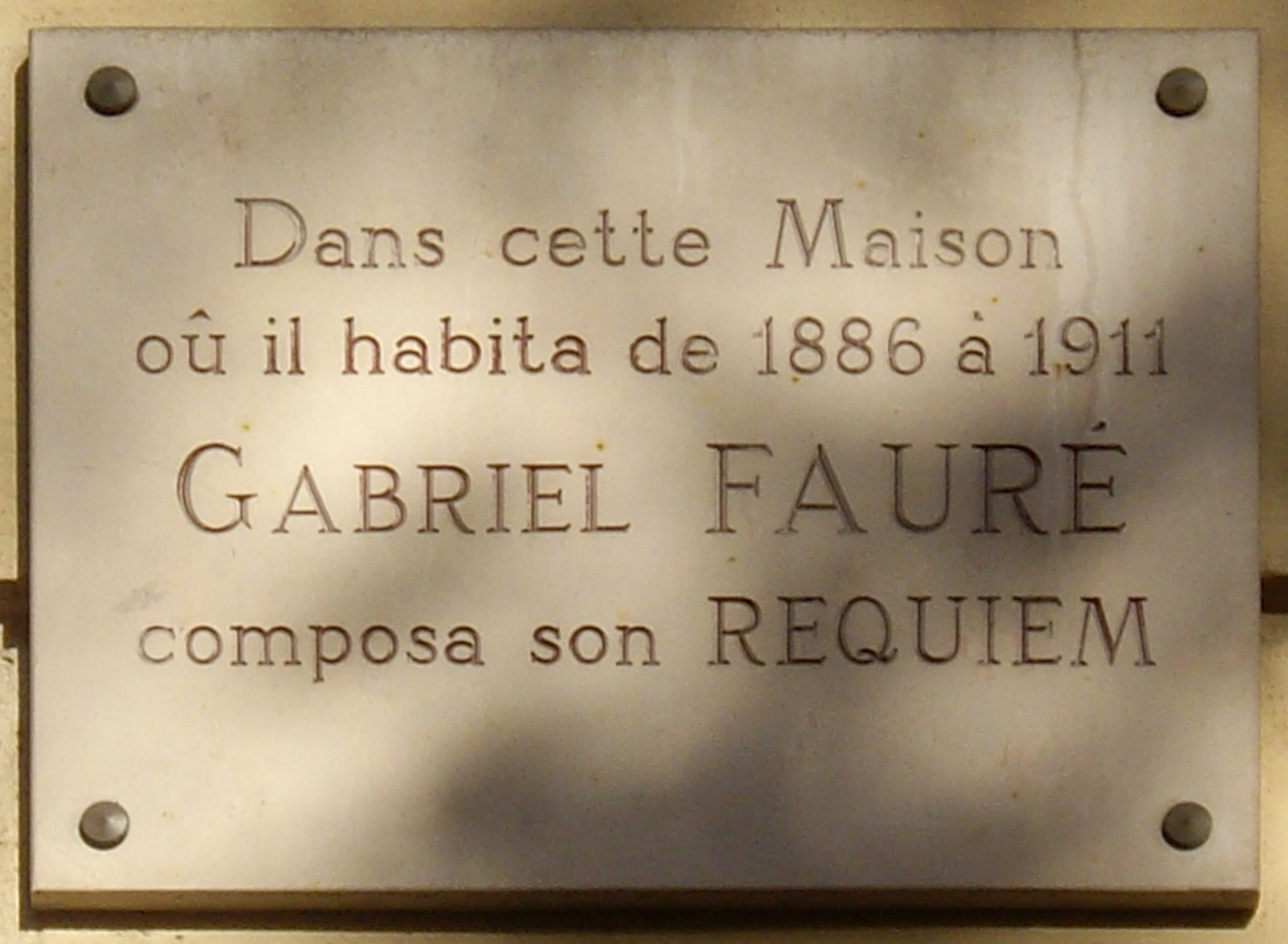
Placa del número 154 del Bulevar Malesherbes (en francés, "en esta casa donde habitó entre 1886 y 1911 Gabriel Fauré compuso su Requiem").

- Nº 154: Aquí residió Gabriel Fauré entre 1886 y 1911.
- Nº 160: En 1909, Coco Chanel hizo aquí su debut en París como diseñadora, en un piso de soltero en la planta baja prestado por su amigo Étienne Balsan.
- Nº 190 (esquina con la Rue Juliette-Lamber): Juliette Adam tuvo aquí su célebre salón literario a partir de 1887.

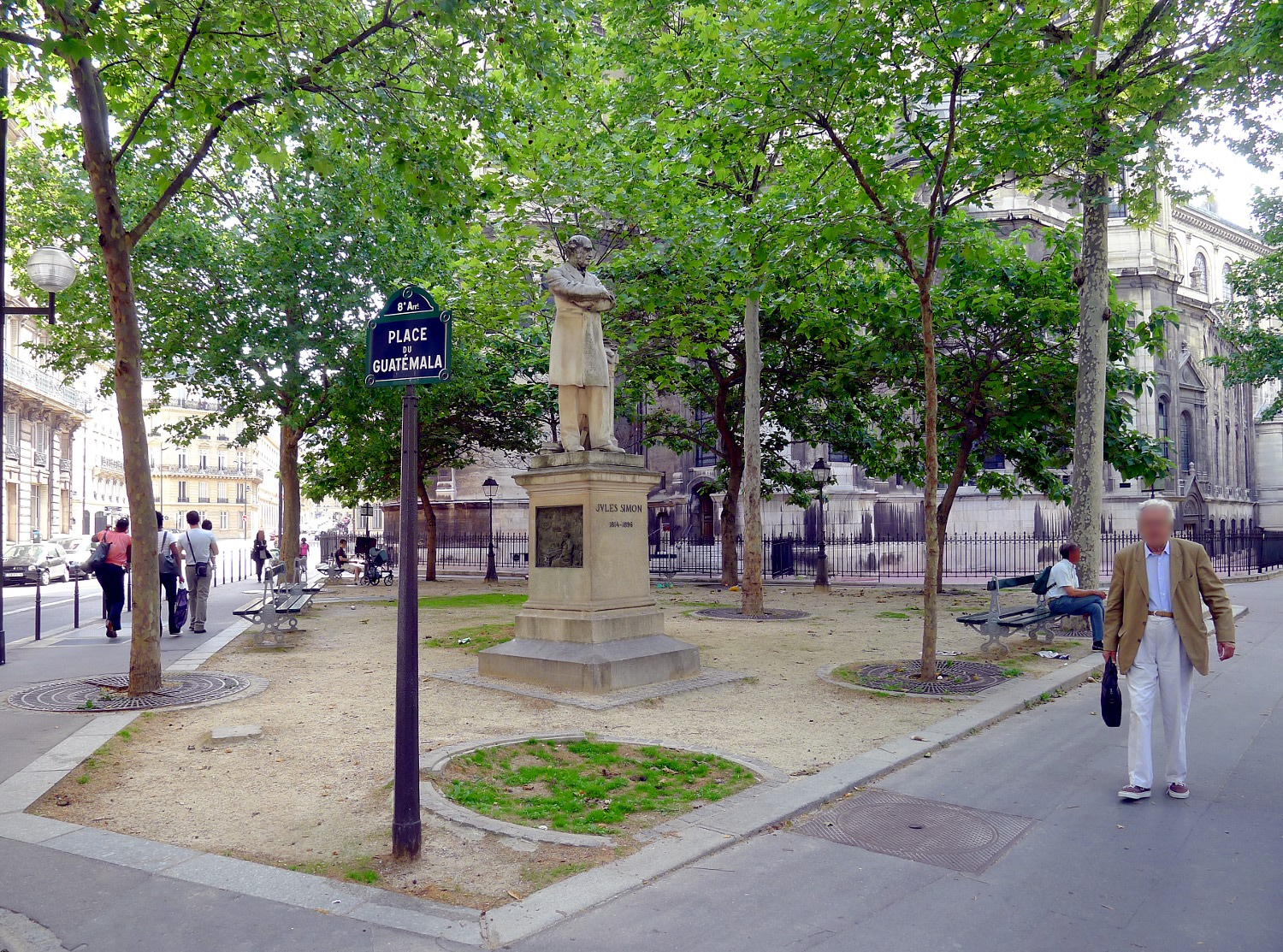
El bulevar a la altura de la Place du Guatemala.

## Edificios destruidos
- Nº 8: Ubicación de la antigua Iglesia de la Madeleine, destruida en 1801.
- Nº 57: Palacete de Mme. de Lassus (en 1910).
- Nº 90: Antiguo palacete del marqués de La Valette, hijo adoptivo del ministro de Napoleón III, Charles de La Valette y esposo de Léonie Rouher, hija del político Eugène Rouher.[6]
- Nº 98 (esquina con la Rue de la Terrasse): Emplazamiento donde se elevaba el magnífico hôtel particulier construido en 1876 por el arquitecto Jules Février para la cortesana Valtesse de La Bigne. Este palacete sirvió de modelo a Émile Zola para el de Nana.
- Nº 129: Palacete construido en 1876 por el arquitecto Émile Boeswillwald para el pintor Edouard Detaille quien pintó aquí su célebre "Rêve" en 1889, así como muchos otros cuadros de pintura militar. Edouard Detaille fue muy amigo de sus vecinos, los pintores Ernest Meissonier y Alphonse de Neuville, la cortesana Valtesse de La Bigne y el escritor Paul Déroulède.

## Habitantes célebres
- Ernest Coquelin llamado Coquelin cadet (1848-1909), actor (Nº 66, en 1908).[4] Según otras fuentes, residió en esta fecha en el Nº 6 de la Rue Arsène-Houssaye.
- Paul Déroulède (1846-1914), literato y militante nacionalista (Nº 50, en 1910).
- Raphaël Duflos, societario de la Comédie-Française (Nº 36, en 1910).
- Arthur Hugenschmidt (1862-1929), cirujano-dentista, hijo natural de Napoleón III, tenía su despacho en el Nº 23 y murió allí en 1929.
- Mlle Invernizzi (Nº 10, en 1910).